# Louis Paul Zocher

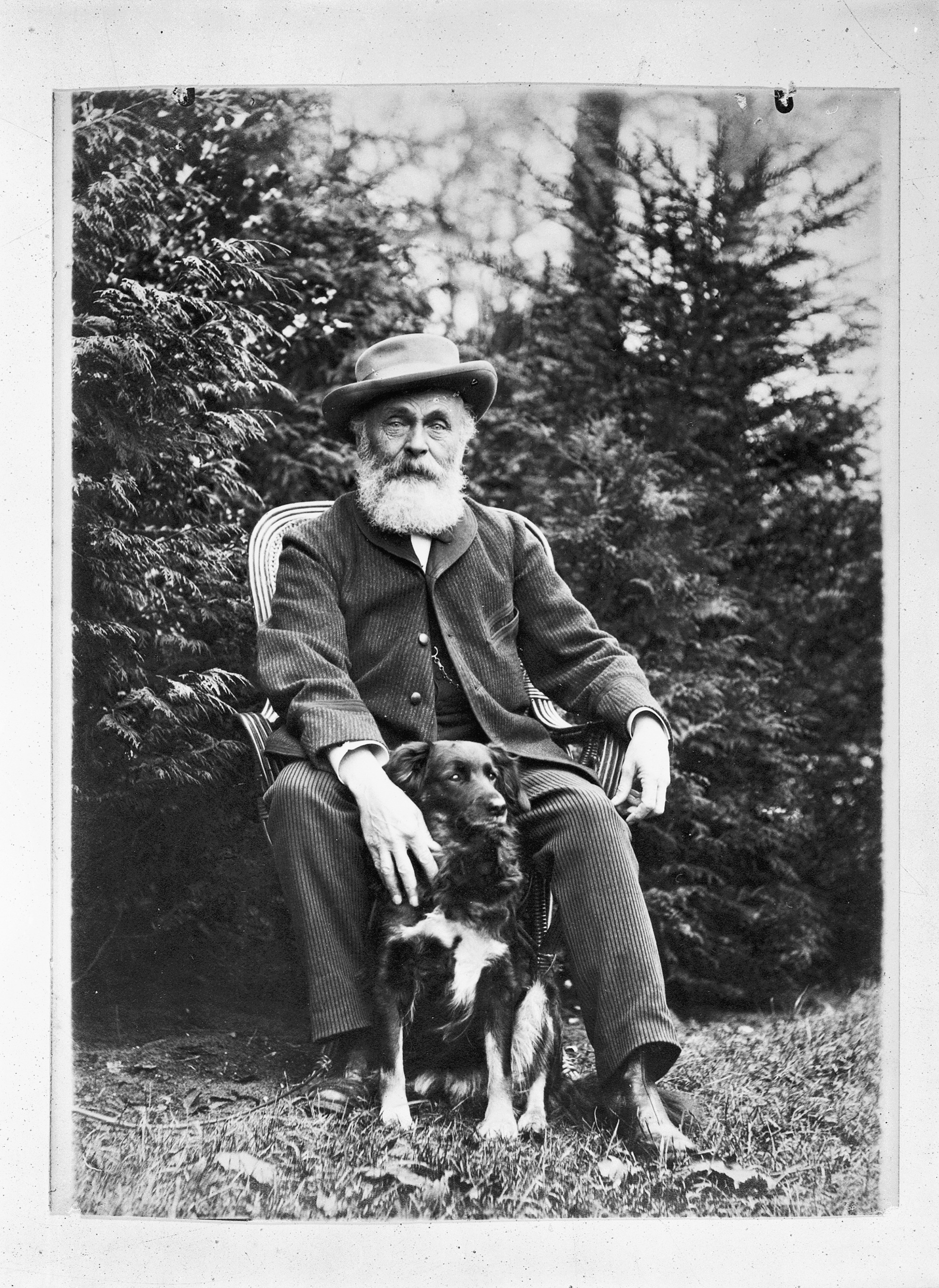
Louis Paul Zocher mit Hund

Louis Paul Zocher (* 10. August 1820 in Haarlem; † 7. September 1915 ebenda) war ein niederländischer (Landschafts-)Architekt und der Sohn des Architekten Jan David Zocher (1791–1870).

## Leben
Louis Paul Zocher war in dritter und letzter Generation Architekt beziehungsweise Landschaftsarchitekt der Familie Zocher. Er ging im väterlichen Betrieb in die Lehre und arbeitete mit seinem Vater bis zu dessen Tod 1870 zusammen, um anschließend sein Werk fortzusetzen.
Zocher heiratete am 31. Mai 1855 Wilhelmina Geertruida Santbergen (1828–1862), mit der er einen Sohn und zwei Töchter hatte. Sein Sohn Jan David starb 1862 im Alter von knapp drei Jahren, wenige Monate später verstarb auch seine Frau.
Am 3. März 1881 heiratete er in zweiter Ehe Anna Maria Henrika Elizabeth Wellan (1840–1920). Diese Ehe blieb kinderlos.

## Werk
Zusammen mit seinem Vater entwarf Zocher unter anderem 1852 den Rotterdamer Park Het Park und 1864 den Amsterdamer Vondelpark.
1869 gründete Zocher zusammen mit seinem Mitarbeiter J.J. Kerbert eine Baumschule in Haarlem, in der auch seine Töchter Maria und Johanna arbeiteten. Maria starb 1875 im Alter von 19 Jahren.
Seine bedeutendsten Arbeiten waren seine Villenparks: allein in seiner Heimatstadt Haarlem entwarf er drei größere Parks: den Frederikspark, Haarlems ersten Villenpark und den Kenaupark im Zentrum der Stadt, die er noch zusammen mit seinem Vater entworfen hatte, 1873 der Florapark (wo er 1885 seine eigene Villa Flora erbaute) und Staten Bolwerk, 1879 folgte der Ripperdapark. 1890 erhielt er den Auftrag zur Restrukturierung des Frederiksparks und 1880 entwarf er den Frans Halsplein.
Nachdem er von seinem Vater die Pflege und Aufsicht des von diesem geplanten Haarlemmer Walds übernommen hatte, wurde er 1877 mit der Gestaltung des angrenzenden Haagsche Bos in Den Haag betraut.
1882 entwarf er den Agnetapark in Delft und 1885 den Garten des Teylers Museums, das älteste Museum der Niederlande. 1880 bis 1890 war er mit Gestaltungsarbeiten des Westerveld-Friedhofs in Driehuis (Velsen) beschäftigt, der zu den ältesten privaten Friedhöfen der Niederlande zählt.